# Childhood (brano musicale)
Look within your heart then ask,

Have you seen my childhood?»
Avete visto la mia infanzia?»
(Childhood, Michael Jackson)
Childhood, conosciuta anche come Childhood (Theme from Free Willy 2), è una canzone scritta e interpretata da Michael Jackson contenuta nell'album HIStory: Past, Present and Future - Book I e nella colonna sonora del film Free Willy 2, entrambi del 1995. Fa parte, insieme a Scream, del singolo doppio lato A Scream/Childhood, primo singolo estratto dall'album HIStory e primo, e unico, singolo estratto dall'album Free Willy 2: The Adventure Home (Original Motion Picture Soundtrack).

## La canzone
They view it as such strange eccentricities,
'Cause I keep kidding around,
like a child, but pardon me.
People say I'm not okay,
'cause I love such elementary things,
It's been my fate to compensate,
For the childhood,
I've never known.»
pensano che siano strane eccentricità,
perché continuo a scherzare come un bambino, 
ma perdonatemi.
La gente dice che non sono a posto
perché amo le cose semplici,
è stato il mio modo di compensare,
l'infanzia
che non ho mai conosciuto.»
(Childhood, Michael Jackson)
Childhood, in italiano "infanzia", è una ballata che parla dei problemi che Jackson ha subito durante l'infanzia e dell'infanzia mancata. Nella sua autobiografia Moonwalk (1988) e in varie interviste nel corso degli anni, tra cui una famosa intervista con Oprah Winfrey trasmessa in diretta in tutto il mondo nel 1993, Jackson ha sempre parlato della sua difficile infanzia lamentandosi del fatto di aver avuto un padre violento che picchiava lui e i suoi fratelli se sbagliavano durante le prove o se disobbedivano e del fatto di sentire di non aver avuto proprio un'infanzia avendo iniziato a lavorare nel mondo dello spettacolo sin dall'età di cinque anni, dovendo affrontare prove incessanti, sezioni di registrazione, innumerevoli concerti, performance televisive e interviste. Per questo motivo ha dichiarato di aver cercato da adulto di compensare l'infanzia perduta circondandosi di bambini, animali, videogames e giocattoli e trasformando le sue abitazioni, tra cui la villa di Encino e il suo famoso Neverland Valley Ranch, in veri e propri parchi di divertimento privati dove poteva cercare di rivivere l'infanzia che non aveva mai conosciuto.
Il cantante ha definito pertanto il brano Childhood come il più autobiografico che abbia composto, dato che è l'unico che tratta in prima persona della sua difficile infanzia. In un'intervista con il giornalista Ed Bradley mandata in onda dalla CBS nel 2003, il cantante dichiarò:
(Michael Jackson, intervista con Ed Bradley, dicembre 2003)
La canzone venne usata come tema principale per il film Free Willy 2 come accadde per il suo prequel che usava Will You Be There, sempre di Jackson.

## Il videoclip
Il video venne girato dal 30 maggio al 2 giugno 1995 nella foresta di Frazier Park nella Contea di Kern in California, non lontano dal Neverland Ranch, e sullo sfondo appare il monte Mount Pinos della Los Padres National Forest. Il video fu diretto dal fotografo e regista inglese, Nicholas Brandt che avrebbe diretto per Jackson anche i video per Earth Song (1995), Stranger in Moscow (1996), Cry (2001) e One More Chance (2003 ma pubblicato solo nel 2010). Nel video Jackson appare come un eterno bambino simile a Peter Pan, il suo personaggio preferito, al quale più volte disse di ispirarsi e a cui più volte venne confrontato nella sua vita.
Nel video, ambientato in una foresta di notte, Jackson appare seduto su di una roccia circondato dalla vegetazione mentre osserva dei bambini giocare e divertirsi su delle barche a vela bianche che volano in cielo, ma che lui non può raggiungere. Questo video e quello di She's Out of My Life sono gli unici in cui Jackson appare cantando seduto dall'inizio alla fine.
Per le immagini e gli effetti speciali del video, il regista e Jackson si sono ispirati ai film di animazione I pescatori di stelle del 1938, tratto a sua volta dal poema di Eugene Field Dutch Lullaby, e a Le avventure di Peter Pan di Walt Disney del 1953, tratto dal famoso romanzo di J. M. Barrie.
Il critico Doug Pratt definì il video come «eccezionale» descrivendolo come «uno stile visivo alla Chris Van Allsburg», il famoso illustratore di libri per ragazzi.
Trattandosi anche della canzone portante del film Free Willy 2, nel videoclip della canzone appaiono anche i due giovani protagonisti, Jason James Richter e Francis Capra, oltre che brevi apparizioni anche delle attrici Jena Malone e Erika Christensen, allora bambine.

## Esibizioni live

### Mancata esibizione live alOne Night Only
Jackson aveva in programma di eseguire il brano dal vivo durante due concerti evento chiamati One Night Only che avrebbe dovuto tenere al Beacon Theater di New York il 9 e il 10 dicembre 1995 e che sarebbero stati trasmessi, come un unico concerto, dal canale statunitense HBO e, in seguito, anche in tutto il mondo. Durante il brano, il mimo francese Marcel Marceau (grande amico di Jackson) si sarebbe esibito in una performance mimica creata appositamente. Pochi giorni prima dell'evento, però, Jackson ebbe un malore durante le prove e svenne sul palco venendo ricoverato d'urgenza. I due spettacoli, perciò, furono annullati e non furono più riprogrammati. Le immagini delle prove del brano mostrate dai telegiornali dell'epoca, e oggi reperibili on-line, e alcune rare fotografie, sono l'unica testimonianza rimasta di questa inedita esibizione.

### Altre
Un breve snippet, solo strumentale, di Childhood venne inserito durante un intermezzo musicale che precedeva Smooth Criminal negli ottantadue concerti dell'HIStory World Tour di Jackson del 1996-1997.
Il brano venne interpretato, inoltre, dai ballerini, acrobati e artisti del Cirque du Soleil come una delle canzoni d'apertura durante lo show itinerante Michael Jackson: The Immortal World Tour del 2011-2014.

## Altre versioni
Nel 2009, anno della morte di Michael Jackson, la cantante italiana Cristina D'Avena ha voluto rendere omaggio all'artista incidendo una sua cover del brano e inserendolo nel suo CD Magia di Natale. Questa sua reinterpretazione sarà riproposta dalla cantante anche nelle edizioni successive dell'album: Natale con Cristina, del 2010, e Magia di Natale - Deluxe Edition, del 2014.